# Химена Дуке
Химена Дуке (шп. Ximena Duque) колумбијска је телевизијска глумица.
Рођена је 30. јануара 1985. године у Калију, Колумбија. Са дванаест година се преселила у Мајами, где је почела да вежба глуму, дикцију и неутрализацију акцента. 
Прву велику прилику је добила 2003. у Телемундовом ријалити програму Protagonistas de Novela, чиме је започела глумачку каријеру. Исте године упознаје Кристијана Карабијаса, са којим је била у петогодишњој вези и са којим је добила сина Кристана Карабијаса Дукеа.

## Филмографија
| Година:   | Српски назив:    | Оригинални назив: | Улога:                  | Жанр:      |
| --------- | ---------------- | ----------------- | ----------------------- | ---------- |
| 2017.     | /                |                   | Адријана Субисарета     | теленовела |
| 2016.     | /                |                   | Бланка                  | сапуница   |
| 2014-2015 | /                |                   | Ерика Сан Мигел         | теленовела |
| 2013.     | Анђео освете     |                   | Инес Робледо            | теленовела |
| 2012.     | /                |                   | Саманта Сандовал Наваро | теленовела |
| 2011.     | /                |                   | Карола Конде            | теленовела |
| 2010.     | Неко те посматра |                   | Камила Вуд              | теленовела |
| 2010.     | /                |                   | Марија Грасија          | теленовела |
| 2009.     | Лола             |                   | Анхелина                | теленовела |
| 2009—2010 | /                |                   | Дијана Гаљардо          | теленовела |
| 2009.     | /                |                   | Ана Лусија Идалго       | теленовела |
| 2008—2009 | Анали            |                   | Камила Монкада          | теленовела |
| 2007—2008 | Љубав и грех     |                   | Марија Агилар           | теленовела |
| 2005—2007 | /                |                   | више епизодних улога    | ТВ серија  |